# Hermann Langer
Hermann Langer (Höckendorf, Saxònia, 6 de juliol de 1819 - Dresden, 8 de setembre de 1889) fou un pedagog i organista alemany. De jove va començar l'estudi de mestre, primer a casa seva i després a Oschatz. Uns cantants de Leipzig van descobrir la seva veu de tenor molt maca i li van aconsellar començar els estudis de cantant d'òpera, però el seu pare no van donar l'autorització. Estudià des del 1840 a Leipzig filosofia, pedagogia i música sota la direcció de l'organista C. F. Beckers. El 1843 s'hi es va establir com a organista i director d'algunes societats corals. El 1845 va ser nomenat docent de cant litúrgic a la Universitat de Leipzig. També hi va donar lectures sobre la historia de la música, que el 1859 li van valdre el títol de doctor, i el de professor el 1882. Va ser director de la publicació periòdica Musikalische Gartenlaube i publicà les obres Repertorium für den Männergesang i Der erste Unterricht im Gesang (1876, 3 volums).